# Fix (pivo)
Pivovar Fix (řecky: Φιξ) byl založen v roce 1864 Johannem Karlem Fixem v Athénách a je prvním velkým pivovarem v Řecku. Asi o 30 let dříve začal Fixův otec vařit pivo v Řecku. Jako dodavatel na dvoře řeckého krále si společnost dokázala udržet monopolní postavení na řeckém trhu asi 100 let. Po krachu firmy v roce 1983 a několika neúspěšných pokusech o její oživení se pivo Fix od roku 2009 opět vaří ve vlastním pivovaru. Důvodem je poměrně vysoká popularita piva ve středomořských zemích.

## Galerie

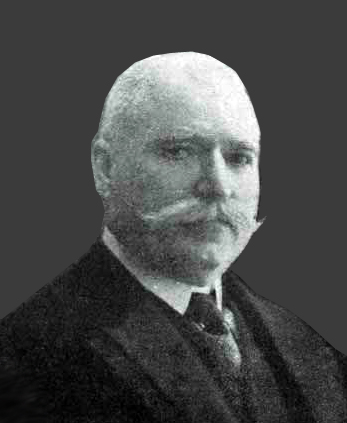
Johann Karl Fix
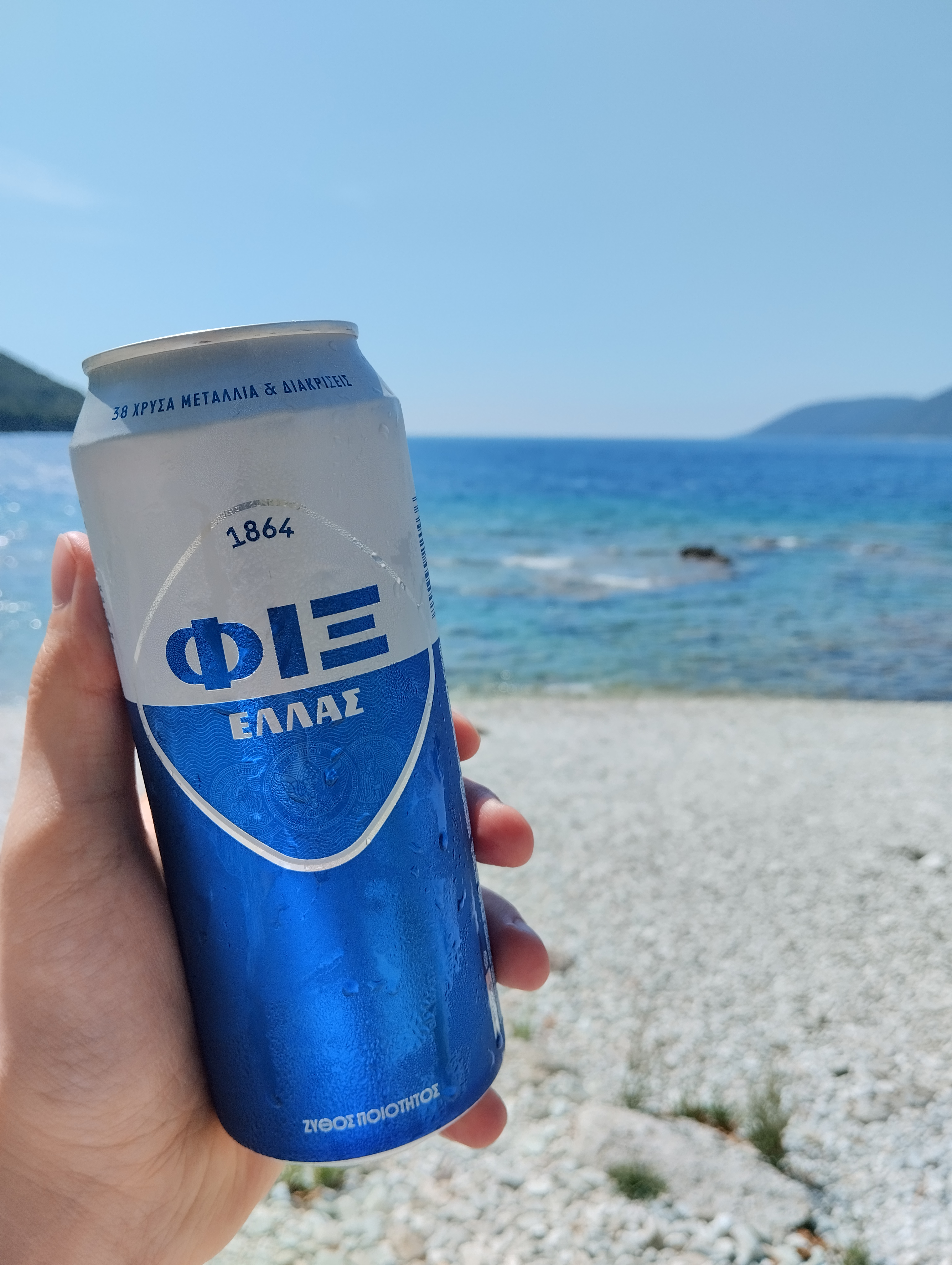
Fix v plechu (Vasiliki)